# Fujiwara no Tadabumi
Fujiwara no Tadabumi (藤原忠文, 873 - 16 de julho de 947) foi um cortesão japonês da era Heian e quarto general a receber o título de shōgun.
Em 939, foi nomeado sangi (conselheiro) e em 940, foi nomeado pelo imperador Suzaku como shōgun, com o fim da repressão à rebelião de Taira no Masakado na região oriental de Kantō. Posteriormente, em 941, foi enviado para desarticular a rebelião de Fujiwara no Sumitomo, na região do Mar de Seto.